# تجمع حشومي (الريدة)

تعديل مصدري - تعديل

تجمع حشومي هي إحدى قرى عزلة الريدة وقصيعر بمديرية الريدة وقصيعر التابعة لمحافظة حضرموت، بلغ تعداد سكانها 151 نسمة حسب تعداد اليمن لعام 2004.